# Землянов, Серафим Иванович
Серафим Иванович Землянов (1914—1988) — Гвардии ефрейтор Рабоче-крестьянской Красной Армии, участник Великой Отечественной войны, Герой Советского Союза (1944).

## Биография
Родился 1 (14) сентября 1914 года в селе Александровка (ныне — Нижнеломовский район Пензенской области).
Получил начальное образование, после чего работал дорожным мастером в посёлке Карталы.
В августе 1941 года был призван на службу в Рабоче-крестьянскую Красную Армию. С сентября 1942 года — на фронтах Великой Отечественной войны. К сентябрю 1943 года гвардии ефрейтор Серафим Землянов был сапёром 86-го гвардейского отдельного сапёрного батальона 77-й гвардейской стрелковой дивизии 61-й армии Центрального фронта. Отличился во время битвы за Днепр.
Во время форсирования Днепра проводил поиск мест переправы в районе села Губичи Репкинского района Черниговской области Украинской ССР, готовил плоты и подручные плавсредства. Его действия способствовали успешному форсированию Днепра частями 77-й гвардейской стрелковой дивизии. Целые сутки на самодельном плоту переправлял на западный берег реки противотанковые орудия.
Указом Президиума Верховного Совета СССР «О присвоении звания Героя Советского Союза генералам, офицерскому, сержантскому и рядовому составу Красной Армии» от 15 января 1944 года за «образцовое выполнение боевых заданий командования по форсированию реки Днепр и проявленные при этом мужество и героизм» гвардии ефрейтор Серафим Землянов был удостоен высокого звания Героя Советского Союза с вручением ордена Ленина и медали «Золотая Звезда» за номером 1658.
После окончания войны был демобилизован. Вернулся в Карталы, работал на Карталинском заводе запасных частей.
Умер 17 января 1998 года, похоронен в Карталах.
Почётный гражданин Карталов и Карталинского района. Был также награждён двумя орденами Отечественной войны 1-й степени, орденами Красной Звезды и Славы 3-й степени, рядом медалей.

## Увековечение памяти
- Бюст Землянова установлен на аллее Героев в городе Инсар (Республика Мордовия).
- В городе Нижний Ломов Пензенской области, на Аллее славы герою установлена памятная доска.
- В 2016 году в городе Карталы (Челябинская область) МОУ СОШ № 17 названа именем Землянова С. И.

- Бюст на аллее Героев в Инсаре.